# Агуэро, Оскар
Оскар Тадео Агуэро Сория (исп. Oscar Tadeo Agüero Soría; род. 15 июня 1980, Вилья-Элиса, Сентраль) — парагвайский футболист, выступавший на позиции вратаря.

## Клубная карьера
Оскар Агуэро начинал свою карьеру футболиста в парагвайском клубе «Соль де Америка» из своего родного города Вилья-Элиса. Вторую половину 2005 года он провёл за аргентинскую команду «Атлетико Парана». С начала 2009 по конец 2014 года Агуэро представлял асунсьонский «Насьональ», в составе которого он становился чемпионом Парагвая и дошёл до финала Кубка Либертадорес в 2014 году, в котором играл роль резервного голкипера и на поле не появился.
В 2015 году Оскар Агуэро был игроком парагвайского клуба «3 февраля», где и завершил свою карьеру футболиста.

## Достижения
«Насьональ»
- Чемпион Парагвая: Кл. 2009, Ап. 2011, Ап. 2013
- Финалист Кубка Либертадорес: 2014